# 타일러 하인스
타일러 하인스(Tyler Hynes, 1986년 5월 6일 ~ )는 캐나다의 배우이다.

## 출연 작품
- 플랫라이너 (2017)
- 시리얼라이즈드 (2016)
- 렌 앤드 컴퍼니 (2016)
- 베티 앤 코레타 (2013)
- 신들의 전쟁 (2011)
- 임파서블 (2010)
- 베일몬트 (2009)
- 소피 (2008)
- 맘 앳 식스틴 (2005)
- 테일즈 프롬 더 네버엔딩 스토리 (2001)
- 나 그리고 나 (2000)
- 홈 팀 (1998)
- 리틀 맨 (1997)

### 텔레비전
- 래시 (1999)
- 웨어하우스 13 (2009-12)